# 셔먼 반독점법

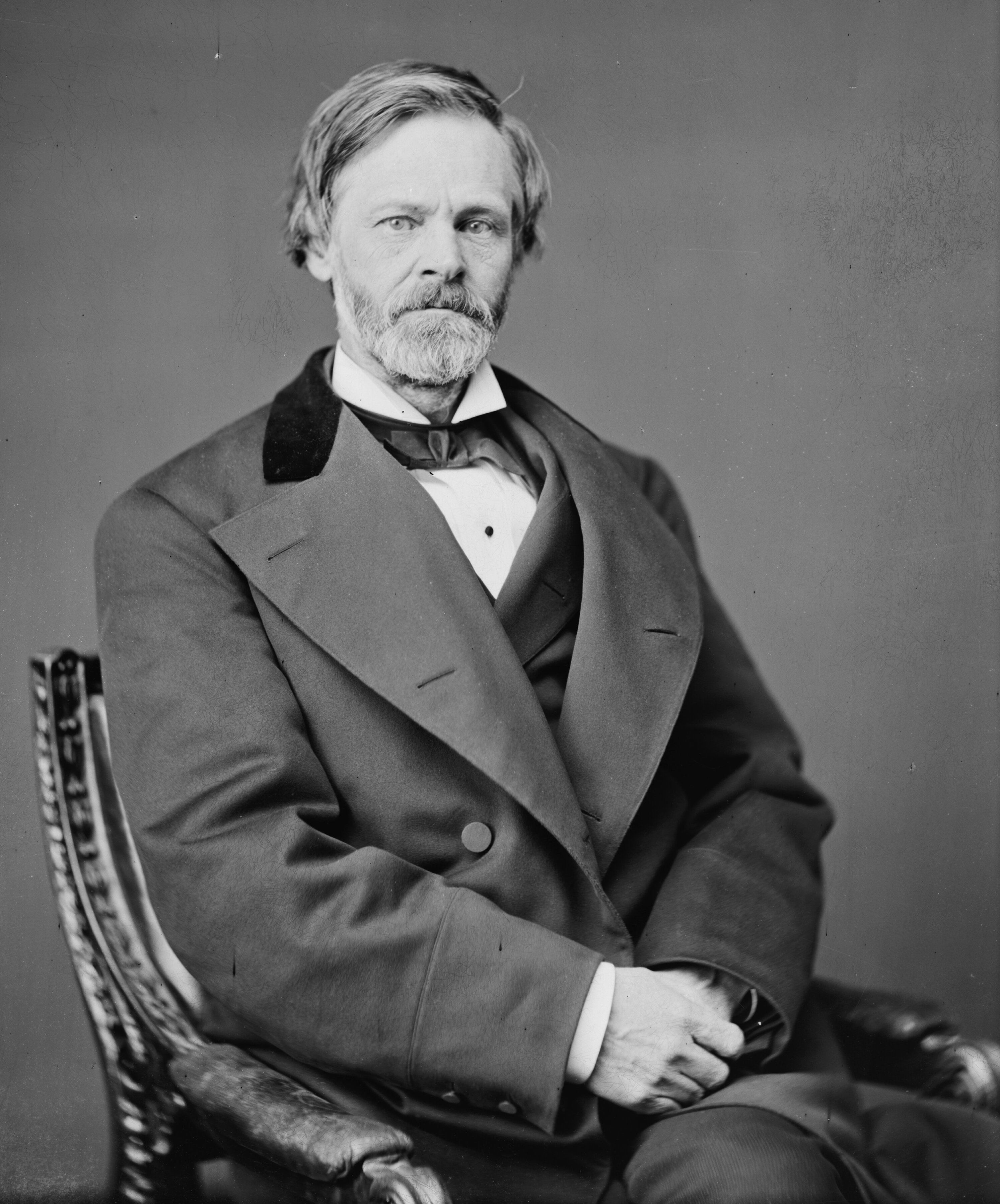
상원의원 존 셔먼 (공화당, 셔먼 앤티트러스트 법의 주 발의자

셔먼 반독점법(Sherman Antitrust Act)은 1890년에 미국에서 제정된 연방법에서 반독점법의 중심 법률 중 하나이다. ‘셔먼 법’이라는 이름은 이 법의 성립에 주도적 역할을 한 상원 의원 존 셔먼의 이름을 딴 것이다. 이 법의 주요 규정은 ‘부당하게 거래를 제한하는 것을 금지’하는 제1조와 ‘부당한 독점을 금지’하는 제2조가 있다.

## 제1조
셔먼 법 제1조는 ‘거래를 제한하는 모든 계약, 결합 공모’를 금지하고 있다. 여기에서 금지하는 게 정식 계약서나 각서처럼 서면으로 교환하는 합의뿐만 아니라 구두 합의나 묵시적 합의(신사협정)도 문제 삼을 수 있다. 제1조 문언상 금지 대상은 매우 광범위하다고 할 수 있지만, 판례 축적으로 전형적인 불법 행위가 어떤 것인지 인지하도록 하고 있다.

### 수평적 거래 제한
수평적 거래 제한(horizontal restraint)은 경쟁자 간에 이루어지는 거래 제한으로 수평적 카르텔(horizontal cartel)이라고도 한다. 예를 들어, ‘가격 카르텔’(horizontal Price fixing)은 경쟁자가 각각 스스로 판매하는 상품가에 대해 합의하는 것이다. 일반적으로 특정 판매가와 최저 판매가를 합의하는 (예를 들어 ‘100달러 (또는 100달러 이상의)로 판매하자’라는 합의) 경우가 많지만, 최고가 합의와 가격 범위의 합의도 문제 된다. 또한 ‘시장 분할’(market allocation)은 경쟁자 간에 판매 지역 또는 고객을 할당하는 합의이다. 예를 들어, “A사는 서부 지역, B사는 동부, C사는 중서부의 고객에게만 판매한다”와 같은 합의를 말한다.
이외에도 경쟁자가 각각의 생산량과 판매 수량을 제한할 것을 약속하는 ‘생산량 제한’(output restriction)이나 특정 고객에게 제품을 판매하거나, 서비스를 제공하지 않는 것을 약속하는 ‘공동 보이콧’(concerted refusal to deal, secondary boycott)등이 수평 카르텔의 전형적인 예이다. 또한 셔먼 법 제1조는 ‘공모 행위’를 금지하는 것이므로, 단독 보이콧, 즉 한 회사가 독단으로 특정 고객과의 거래를 거절하는 것은 법 위반이 되지 않는다.

### 수직적 거래 제한
수직적 거래 제한(vertical restraint)은 제조업체와 판매점 등에 판매 루트의 상부와 하부에 있는 당사자 간의 거래 제한 행위로 ‘수직 카르텔’이(vertical cartel)라고도 한다. 가장 전형적인 것은 ‘재판매 가격 유지’(vertical price fixing, resale price maintenance)이며, 제조 및 판매 업체 사이에, 판매점이 상품을 고객에게 판매하는 가격 (재판매 가격)을 합의하는 행위이다. 또한 제조사가 여러 대리점을 가지고 있을 때, 각각의 유통업자가 판매할 수 있는 지역이나 고객을 제한하는 ‘지역 제한’(territorial or customer restriction)도 있다.

### 당연 위법과 합리의 원칙
위와 같이 셔먼 법 제1조는 ‘거래를 제한하는 모든 계약, 결합 공모’를 금지하는 규정이지만, 그 표현이 매우 일반적이고, 포괄적이기 때문에 이 규정을 문자 그대로의 의미대로 해석하면 정상적인 상행위의 많은 부분이 셔먼 법 제1조 위반이 되어 버린다. 이 문제를 해결하기 위해 법원은 일찍이 있는 계약 등이 셔먼 법 위반이 되는 지 여부를 판단함에 있어서는 그 행위가 경쟁에 미치는 여러 가지 영향을 고려하여 그것이 합리적인지, 또한 경쟁에 중대한 악영향을 미치는 여부를 검토하고, 불합리한 경쟁 제한 효과를 가진 행위만을 불법으로 간주한다는 생각을 확립했다. 이것이 ‘합리의 원칙’(rule of reason)이라는 것이다.
예를 들어, 수직적 지역 제한에 있어서는 그 당사자인 기업의 상품을 판매하는 각 판매 업체는 자기 지역에서 독점 판매할 수 있지만, 여기에는 분명히 경쟁 제한 효과가 있다. 그러나 이로 인해 제한되는 것은 해당 업체의 상품에 대해서만 경쟁적(브랜드 내 경쟁, intra-brand competition)이다. 한편, 지역 제한에 의해 그 메이커의 대리점 영업 인력이 강해지면, 다른 업체가 제조 판매하는 동종의 상품과의 경쟁(브랜드 간 경쟁, inter-brand competition)은 추진된다. 따라서 지역 제한을 부과하고 있는 업체의 시장 지배력 등도 고려하고, 브랜드의 경쟁 제한 효과와 브랜드 간의 경쟁 촉진 효과를 비교하면서, 지역 제한 행위의 합리성을 판단한다는 생각이다.
한편, 일정한 행위에 대해서는 그 성질상 본질적으로 경쟁 제한적이며 불합리로, 그것은 경쟁에 미치는 영향을 검토할 것도 없이 반독점이라는 생각이 있다. 이러한 유형의 행위는 당연위법(per se illegal) 행위로 간주한다. 당연위법 행위의 전형적인 것으로는 ‘수평 가격 카르텔’이 있다. 이 경우 가격 카르텔의 존재가 인정되면 피고 측으로서는 예를 들어, ‘카르텔 참여자의 시장 점유율은 낮기 때문에 경쟁 제한 효과는 없다’거나, ‘가격 카르텔을 통해 가격 카르텔 참가자와 함께 이외의 사람과의 경쟁이 증진 된다’ 등의 항변을 주장할 수 없게 된다.
과거에는 당연위법 행위는 다양했지만, 최근 법원의 흐름은 당연위법 행위를 좁게 해석하여 많은 행위 유형에 대해 합리의 원칙으로 판단하는 것이 주류를 이루고 있다. 수직 카르텔은 재판매 가격 유지가 최근까지는 당연위법 행위로 규정되어 있었지만, 2007년 미국 연방 대법원 판례에 의해 이것도 합리의 원칙으로 판단할 수 있게 되어 현재는 수직 카르텔의 모든 합리의 원칙에 의해 결정되는 것으로 되어 있다. 한편, 수평 카르텔의 대부분은 여전히 당연위법 행위로 간주되고 있다.

## 제2조
〈셔먼 법〉 제2조는 독점(monopolization), 독점 기도(attempt to monopolize), 그리고 독점 공모(conspiracy to monopolize)를 금지하고 있다. 시장에서 정당한 경쟁 행위로 점유율을 확대하여, 결과적으로 시장을 독점하는 것을 금지하지는 아니한다.
그러나 초기의 판례 중에는 ‘독점력’(monopoly power)을 가지는 것 자체가 불법이라는 가능성을 시사하는 것이 있거나, 반대로 독점력이 있는 사람이 ‘만약 여러 사람이 한 것이라면 셔먼 법 제1조 위반되는 행위’를 단독으로 실시한 경우에만 셔먼 법 제2조 위배된다는 것이 있었다. 현재 연방대법원의 판례는 〈셔먼 법〉 제2조 위반의 두 요소로 ‘관련 시장에서 독점력’과 ‘더 나은 제품 거래의 비전 또는 우발적 사건의 결과에 따른 성장, 발전과 차별화된, 독점력의 의도적인 취득 또는 보유’의 두 가지를 들고 있다. 독점력이 있는 것이 그것을 남용하여 정당한 경쟁에 의하지 않는 방법과 약탈적인 방법으로 경쟁을 배제할 수 있는 동조 위반에 해당한다고 할 수 있다.

## 제재
〈셔먼 법〉을 위반한 자에게는 법인이라면 1,000만 달러 이하의 벌금, 개인의 경우에는 35만 달러 이하의 벌금 또는 3년 이하의 징역(병과 있음)과 같은 형사처벌의 대상이 된다. 또한 〈셔먼 법〉 위반 행위로 손해를 입은 피해자는 위반자에 민사소송을 제기하여, 실제 손해액의 3배의 해당하는 배상금과 변호사 비용을 청구할 수 있다. 또한 후자의 사인에 의한 손해배상의 권리는 1914년 제정된 〈클레이튼 법〉 제4조 (a)에 의해 추가된 것이다.

## 같이 보기
- 독점
- 카르텔
- 반독점법